# 我們不可能成為戀人！絕對不行。（※似乎可行？）
《我們不可能成為戀人！絕對不行。（※似乎可行？）》（簡稱「 Watanare」）是由Mikami Teren创作、竹嶋笑空負責插畫和角色原案的日本輕小說。2020年起由Dash X文庫（集英社）出版。
在中獲得綜合第三名、新作第一名。截至2024年12月已發售55萬部。
2020年5月15日，由むっしゅ繪製的漫畫在上連載。

## 概要
國中時的甘織玲奈子是個陰角的女孩，不去學校、沒有朋友，但到了高中，玲奈子決心做一個陽角的女孩，在入學典禮的那天，玲奈子向王塚真唯打招呼並成爲了朋友。之後，玲奈子加入了坐在玲奈子前面的瀨名紫陽花、圍繞在真唯身邊的琴紗月、小柳香穗所屬的最上位陽角團體，過着充實的高中生活。
兩個月後，因努力假裝成開朗樣子而筋疲力盡的玲奈子到學校天台休息，但擔心地跟在玲奈子身後的真唯誤會她自殺，最後兩人都因爲真唯衝出去阻止玲奈子掉下去時衝擊力而從屋頂上摔下去了。死裏逃生的兩人都坦白了自己的煩惱，並發誓要成爲最好的朋友，但第二天，真唯卻向玲奈子表白了。玲奈子對突然改變的情況感到困惑，這時，真唯向玲奈子提供了一個建議，進行一場比賽，看看她們更適合「朋友」還是「戀人」。
一部少女戀愛喜劇，以兩人之間的戰爭開始：玲奈子想與真唯成爲「朋友」，而真唯想成爲「戀人」。

## 登場人物
聲優按電視動畫／PV順序排列。

### 主要角色
甘織玲奈子（日语：／，聲：中村環奈／大橋彩香）
本作主角。長相、頭腦、運動能力都一般的女孩。身高是158公分。
原本過着孤獨的國中生活，但在看到小學同學的SNS，得知原來的朋友過着充實的生活後，決定在高中改變。
在妹妹的幫助下，玲奈子努力的改變着自己的外貌和說話風格，並在高中入學典禮上與真唯成爲了朋友。
因爲玲奈子是一個陰角的人，所以有溝通障礙和強烈的自我否定感。每天晚上都會在牀上進行「被窩反省會」，反省自己的言行。
由於注意別人的表情與拼命跟上談話節奏給自己帶來的心理壓力，所以經常自己一個人去學校天台恢復MP。
因爲國中時發生的一件事，她很難拒絕別人的邀約。
由於對陽角的人有偏見，所以在書包上掛了個無尾熊的吉祥物。
玲奈子對於像衣服、髮型和髮夾等時尚沒有興趣，這些都依靠玲奈子的妹妹。
受到父親的影響，遊戲成爲了玲奈子的愛好，特別喜歡FPS，並且把所有的零用錢都花在了遊戲上。
王塚真唯（日语：／，聲：大西沙織／田所梓）
金髮碧眼的混血兒。看起來就像是一個國家的公主一樣美麗。身高是167公分。
母親是一位世界知名的設計師兼知名品牌CEO。
從小就在日本以外的地方以模特的身份活躍。個性善良，對每一個人都一視同仁。
學習成績極佳，年級排名第一，運動神經出衆，人緣很好，是個各方面都完美的天才。
瀨名紫陽花（日语：／，聲：安齋由香里／石見舞菜香）
是個全身都散發着柔和氣質的美少女，常常被玲奈子稱作「天使」。身高是158公分。
經常代替工作中的父母照顧兩個弟弟。很擅長料理。
學習成績很好，年級排名前十。
很少主動邀請別人一起出遊，通常被動的接受別人邀請，但她與其他人相處的很好。
琴紗月（日语：／，聲：市之瀨加那）
有着黑髮赤眼的和風冰美人。身高是165公分。
從小學5年級起就是真唯的青梅竹馬，與真唯關係很好。
但在小學時發生了一件事，讓她將真唯當成了對手。
年級成績排名第二。
很少與其他人在課堂上交流，總是把時間花在閱讀上。
無論什麼題材的書都讀，特別喜歡描繪人性的作品。
小柳香穗（日语：／，聲：田中貴子）
個性活潑、開朗的女孩。被同儕當成妹妹。身高是153公分。
公然宣稱自己是「真唯推」，並帶着以真唯的金髮命名的黃色髮飾。
有傳言說她向真唯告白過。

### 甘織家
甘織的父親
玲奈子的父親。
甘織的母親（聲：中原麻衣）
玲奈子的母親。
甘織遙奈（聲：相良茉優）
甘織的次女，玲奈子的妹妹身高是160公分。
國中二年級的學生。

## 用語
蘆谷高校
主角們就讀的男女混合教育的公立學校簡稱：蘆高。
五重奏
1-A 班的玲奈子、真唯、紫陽花、紗月、香穗五人組的稱呼。

## 出版書籍

### 小說
| 卷數   | 日本（集英社） | 日本（集英社）         | 台灣（東立出版社）            | 台灣（東立出版社）                                                                                   |
| 卷數   | 發售日期       | ISBN                   | 發售日期                      | ISBN                                                                                                 |
| ------ | -------------- | ---------------------- | ----------------------------- | --- |
| 1      | 2020年2月21日  | ISBN 978-4-08-631356-8 | 2023年11月20日 2023年11月27日 | ISBN 978-626-020-105-0（首刷限定版） ISBN 978-626-020-104-3                                          |
| 2      | 2020年8月25日  | ISBN 978-4-08-631379-7 | 2024年4月2日                  | ISBN 978-626-021-260-5（首刷限定版） ISBN 978-626-021-259-9                                          |
| 3      | 2021年4月23日  | ISBN 978-4-08-631412-1 | 2024年6月17日 2024年6月24日   | ISBN 978-626-021-486-9（首刷限定版） ISBN 978-626-021-485-2                                          |
| 4      | 2021年10月25日 | ISBN 978-4-08-631439-8 | 2024年8月22日 2024年8月29日   | ISBN 978-626-022-107-2（首刷限定版） ISBN 978-626-022-106-5                                          |
| 5      | 2023年2月24日  | ISBN 978-4-08-631480-0 | 2024年11月11日 2024年11月18日 | ISBN 978-626-022-728-9（首刷限定版） ISBN 978-626-022-727-2                                          |
| 6      | 2023年11月24日 | ISBN 978-4-08-631528-9 | 2025年2月4日                  | ISBN 978-626-023-663-2（首刷限定版） ISBN 978-626-023-662-5                                          |
| 7      | 2024年12月25日 | ISBN 978-4-08-631568-5 | 2025年7月24日                 | ISBN 978-626-024-646-4（豪華首刷限定版） ISBN 978-626-024-645-7（首刷限定版） ISBN 978-626-024-641-9 |
| SS集   | 2025年7月25日  | ISBN 978-4-08-631610-1 |                               | |
| 短篇集 | 2025年8月25日  | ISBN 978-4-08-631613-2 |                               | |
| 8      | 2025年9月25日  |                        |                               | |

### 漫畫
| 卷數 | 日本（集英社） | 日本（集英社）         | 台灣（東立出版社）            | 台灣（東立出版社）                                          |
| 卷數 | 發售日期       | ISBN                   | 發售日期                      | ISBN                                                        |
| ---- | -------------- | ---------------------- | ----------------------------- | ----------------------------------------------------------- |
| 1    | 2020年10月16日 | ISBN 978-4-08-891719-1 | 2022年11月7日                 | ISBN 978-957-26-7122-1                                      |
| 2    | 2021年4月19日  | ISBN 978-4-08-891891-4 | 2023年10月3日                 | ISBN 978-626-372-351-1                                      |
| 3    | 2021年10月19日 | ISBN 978-4-08-892126-6 | 2024年6月6日                  | ISBN 978-626-02-0524-9                                      |
| 4    | 2022年4月19日  | ISBN 978-4-08-892126-6 | 2024年7月22日                 | ISBN 978-626-02-1611-5（首刷限定版） ISBN 978-626-02-1610-8 |
| 5    | 2023年3月17日  | ISBN 978-4-08-892654-4 | 2024年10月18日 2024年10月25日 | ISBN 978-626-02-2566-7（首刷限定版） ISBN 978-626-02-2564-3 |
| 6    | 2023年12月19日 | ISBN 978-4-08-893110-4 | 2024年11月28日 2024年12月5日  | ISBN 978-626-02-2848-4（首刷限定版） ISBN 978-626-02-2565-0 |
| 7    | 2024年9月19日  | ISBN 978-4-08-893432-7 | 2025年7月10日 2025年7月17日   | ISBN 978-626-02-4251-0（首刷限定版） ISBN 978-626-02-2956-6 |
| 8    | 2025年6月18日  | ISBN 978-4-08-893790-8 |                               |                                                             |

## 電視動畫
2024年11月19日，宣布改編為電視動畫，由動畫公司Studio MOTHER擔任動畫製作，預計於2025年7月播出。

### 製作人員
- 原作：Mikami Teren
- 導演：內沼菜摘
- 劇本統籌、劇本：荒川稔久
- 人物設定：kojikoji
- 道具設計：堀たえ子（日语：堀たえ子）、矢萩利幸、原千遙
- 總作畫導演：金子美咲、森谷春樹、塩川貴史、阿見圭之介
- 主動畫師：石井久雄
- 色彩設計：關本美津子
- 美術導演：高木佑梨、渡邊佳人
- 美術設定：高木佑梨、上田瑞香、田中孝典、掛井嶺、新井佳奈、
- 攝影導演：師岡拓磨
- 編輯：茶圓一郎
- 音響導演：山口貴之（日语：山口貴之 (音響監督)）
- 音響製作：HALF H・P STUDIO（日语：HALF H・P STUDIO）
- 音樂：藤澤慶昌（日语：藤澤慶昌）
- 動畫製作：studioMOTHER（日语：studioMOTHER）[12]

### 主題曲
片頭曲絕對不行進化論
演唱：七音阿卡莉，作詞、作曲：Nayutan星人，編曲：やしきん
片尾曲好猶豫喔
演唱：フィロソフィーのダンス，作詞、作曲、編曲：木下龍平

### 劇集列表
| 集數 | 標題                                       | 編劇     | 分鏡               | 演出                 | 作畫監督 | 總作畫監督                 | 首播日期      |
| ---- | ------------------------------------------ | -------- | ------------------ | -------------------- | --- | -------------------------- | ------------- |
| #01  | 戀人這種事，絕對不行！                     | 荒川稔久 | 内沼菜摘           | 內沼菜摘             | 金子美咲、鈴木明日香 | 鈴木明日香                 | 2025年7月8日  |
| #02  | 初物這種事，絕對不行！                     | 荒川稔久 | 内沼菜摘           | 中村侑登             | 藤井結、關根柚月、Lee Sang-min、Nyki、無錫極速蝸牛動畫、one ghost studio、森谷春樹                                                                                        | 塩川貴史、森谷春樹         | 2025年7月15日 |
| #03  | 被強迫這種事，絕對不行！                   | 荒川稔久 | 井上大輔           | 井上大輔             | 石井久雄、Nyki、天羽史季、 |                            | 2025年7月22日 |
| #04  | 真唯這傢伙，果然絕對不行！ （※似乎可行？） | 荒川稔久 | 櫛谷健太           | 櫛谷健太             | 原千遙、Lee Sang-min、Nyki、SEKED、春川彩子、阿見圭之介 | 阿見圭之介                 | 2025年7月29日 |
| #05  | 戀人這種事，絕對不行！第二集               | 荒川稔久 | 加戶譽夫、内沼菜摘 | 朱                   | 田中日香里、李春佼、王維慶、Achilles、趙星宇、胡雲濤、楊鎮宇、陸鑫、張坤昊、張紫祥、江影、無錫月靈動畫、FUTURE STAR ENTERTAINMENT COMPANY LIMITED、HONG NHUNG、cat studio | 森谷春樹                   | 2025年8月5日  |
| #06  | 兩人之間的祕密太多了，我不行了！           | 荒川稔久 | 加戶譽夫、内沼菜摘 | 田村浩一             | 原千遙、PUK、趙小川 | 森谷春樹                   | 2025年8月12日 |
| #07  | 修羅場這種事，怎麼掙扎都不行！             | 荒川稔久 | 大槻敦史           | 高津戶友明、中村侑登 | 岸本誠司、關根抽月、金到暎、天羽史季、泉坂司、長尾慧海 | 岸本誠司、仁井學、金子美咲 | 2025年8月19日 |
| #08  | 完全勝利這種事，絕對不行！                 | 荒川稔久 | 坂田純一           | 洪佩妮               | 待公布 | 時乃                       | 2025年8月26日 |

### 播映平台
| 播映地區   | 播映平台                                                                             | 播映日期      | 播映時間              | 備註   |
| ---------- | ------------------------------------------------------------------------------------ | ------------- | --------------------- | ------ |
| 臺灣       | 巴哈姆特動畫瘋、KKTV friDay影音、MyVideo Hami Video、中華電信MOD、LINE TV、CATCHPLAY | 2025年7月8日— | 星期二 00:30（UTC+8） | [ 21 ] |
| 香港、澳門 | 巴哈姆特動畫瘋                                                                       | 2025年7月8日— | 星期二 00:30（UTC+8） | [ 21 ] |

## 腳註

## 外部連結
- 《我們不可能成為戀人！絕對不行。（※似乎可行？）》－ダッシュエックス文庫（日语：ダッシュエックス文庫）特設網站（日語）
- 電視動畫《我們不可能成為戀人！絕對不行。（※似乎可行？）》官方網站（日語）
- 《我們不可能成為戀人！絕對不行。（※似乎可行？）》官方的X（前Twitter）